# Gabriel Stux
Gabriel Stux (* 1948 in Timișoara, Rumänien) ist ein deutscher Arzt, Akupunkturspezialist und Autor.

## Leben
Stux studierte Medizin in Freiburg im Breisgau, Frankfurt am Main und Düsseldorf sowie Akupunktur in China, Sri Lanka und Indien.
Er ist Gründer und Vorsitzender der Deutschen Akupunktur Gesellschaft Düsseldorf, die seit 1978 besteht und Mitglied des Dachverbandes der deutschen Akupunkturgesellschaften ist. Seit 1980 lehrt er Akupunktur und Chinesische Medizin.
Gabriel Stux ist Autor und Mitherausgeber von Standardwerken über Akupunktur und Verfasser zahlreicher Artikel und Beiträge zu Themen der Akupunktur und „Energiemedizin“. Die Akupunkturstandardlehrbücher Akupunktur – Lehrbuch und Atlas bzw. Akupunktur Einführung sind in mehreren  Auflagen im Springer Verlag erschienen.
Aus seiner Arbeit als Akupunkturtherapeut entwickelte er neue Methoden zur Akupunkturanwendung und der „Energiemedizin“. Dazu gehören: Chakra Akupunktur, Chakra Flow Meditation und Organ Flow Meditation.

## Publikationen (Auswahl)
- mit N. Stiller, R. Pothmann und A. Jayasuria: Lehrbuch der klinischen Akupunktur. Springer, Berlin / Heidelberg / New York 1981, ISBN 3-540-10720-7.
- mit A. Jayasuriya: Atlas der Akupunktur. Springer-Verlag, Berlin / Heidelberg / New York / Tokyo 1982, ISBN 3-540-11737-7. Mit auch separat veröffentlichten
  - Tafeln zur Akupunktur. Springer, 1982, ISBN 3-540-12087-4.
- mit B. Pomeranz: Acupuncture – Textbook and Atlas. Springer, Berlin / Heidelberg / New York 1986.
- als Hrsg. mit B. Pomeranz: Scientific Bases of Acupuncture. Springer, Berlin / Heidelberg / New York 1989.
- Akupunktur, Akupressur und Moxibustion. Birkhäuser, Basel 1990.
- Grundlagen der Akupunktur. 3. Auflage. Springer, Berlin / Heidelberg / New York 1992.
- Akupunktur. Grundlagen, Techniken, Anwendungsgebiete. Beck, München 1996.
- mit B. Pomeranz: Fundamentos de acupuntura. Springer-Verlag Ibérica, Barcelona 2000.
- als Hrsg. mit R. Hammerschlag: Clinical Acupuncture Scientific Basis. Springer, Berlin / Heidelberg / New York 2001.
- mit B. Pomeranz: Basics of Acupuncture. 5. Auflage. Springer, Berlin / Heidelberg / New York 2003.
- mit R. Hammerschlag: Acupuntura Clínica. Editora Manole, Tamboré (Brasilien) 2005.
- Akupunktur. Einführung. 7. Auflage. Springer, Berlin / Heidelberg / New York 2007.
- mit N. Stiller, B. Berman und B. Pomeranz: Akupunktur – Lehrbuch und Atlas. 7. Auflage. Springer, Berlin / Heidelberg / New York 2008.
- Eight Modalities of Working with Qi. In: David Mayor (Hrsg.): Energy Medicine East and West – A Natural History of Qi. Elsevier, 2010.

| Personendaten    | Personendaten                                  |
| ---------------- | ---------------------------------------------- |
| NAME             | Stux, Gabriel                                  |
| KURZBESCHREIBUNG | deutscher Arzt, Akupunkturspezialist und Autor |
| GEBURTSDATUM     | 1948                                           |
| GEBURTSORT       | Timișoara, Rumänien                            |